# Rosenfeld (Gemeinde Melk)
Rosenfeld ist eine Ortschaft und eine Katastralgemeinde der Stadtgemeinde Melk im Bezirk Melk in Niederösterreich.

## Lage
Rosenfeld liegt am Nordhang des Hiesberges und des Buchberges, die durch den Marchgraben getrennt sind, in dem der Greilenbach entspringt. Aus diesem Graben reicht eine 1469 errichtete, 4 Kilometer lange Quellwasserleitung bis in das Stift Melk.
Über dem Ort befindet sich am Ursprung des Greilenbaches die ehemalige Burg Hirsberg, deren Reste man in den Wall- und Grabenanlagen noch deutlich erkennen kann.

## Geschichte
Bereits Funde aus der Älteren Steinzeit weisen Rosenfeld als Siedlungsplatz aus, eben so gibt es Artefakte aus der Bronzezeit. Durch Rosenfeld führte eine Altstraße, die möglicherweise sogar bis auf de Römer zurückgeht und eine Abkürzung der um den Hiesberg führenden Reichsstraße gewesen sein könnte.
Ein Lehen in Rosenfeld war 1229 an da Stift Melk gestiftet worden, im Urbar von 1420 werden zwei weitere Lehen genannt, die vermutlich in Rosenfeld lagen.
Der Ort besteht aus zwei Teilen, einem östlichen und einem westlichen, wobei der westliche den eigentlichen Ort darstellt und der östliche im Kern das ehemalige Stollehen umfasst.
Zeitweise war der Ort durch den mittig verlaufenden Greilenbach getrennt und der östliche Teil der Pfarre Loosdorf zugeteilt. Später war der Greilenbach auch die Grenze der Landgerichte in Melk und in der Schallaburg.